# Siebenkampf-Länderkampf der Frauen 1985 Sowjetunion – BR Deutschland
| 11. Leichtathletik-Länderkampf mit bundesdeutscher Beteiligung 1985 | 11. Leichtathletik-Länderkampf mit bundesdeutscher Beteiligung 1985 |
| ------------------------------------------------------------------- | ------------------------------------------------------------------- |
|                                                                     |                                                                     |
| Siebenkampfvergleich der Frauen: Sowjetunion – BR Deutschland       |                                                                     |
| Austragungsort                                                      | Sotschi                                                             |
| Wettbewerbe                                                         | 1                                                                   |
| Datum                                                               | 15./16. Juni                                                        |
| 1. URS 2. FRG                                                       | 24.345 Punkte 24.152 Punkte                                         |
| Chronik                                                             |                                                                     |
| ← URS-FRG 10kampf (M)                                               | FRG-USA (M) →                                                       |

Den elften Vergleich des Länderkampfjahres 1985 bestritten die bundesdeutschen Siebenkämpferinnen parallel mit ihren männlichen Mehrkampfkollegen am 15./16. Juni ebenfalls gegen die Sowjetunion. Gastgeber war auch hier die am Schwarzen Meer gelegene Stadt Sotschi. Es war das fünfzehnte Aufeinandertreffen der sowjetischen und deutschen Frauen in einem Mehrkampf, zugleich das vierte in einem Siebenkampf, nachdem es zuvor elf Begegnungen als Fünfkampf gegeben hatte. Die Gesamtbilanz lautete zehn zu vier für die Sowjetunion.

## Modus
Jedes Team trat mit sechs Athletinnen an, von denen die vier Besten durch Addition ihrer Punktzahlen gewertet wurden.

## Ergebnis
In der Einzelwertung gab es einen bundesdeutschen Doppelerfolg. Das reichte jedoch wieder nicht für einen Sieg in der Länderkampfwertung. Wie bei den Männern endete die Begegnung mit einer bundesdeutschen Niederlage, hier mit 24.152 zu 24.345 Punkten.

## Legende
Kurze Übersicht zur Bedeutung der Symbolik – so üblicherweise auch in sonstigen Veröffentlichungen verwendet:
| DNF | nicht im Ziel (did not finish) |
| DNS | nicht am Start (did not start) |
| NMW | keine Weite (No Mark)          |

## Resultat

### Siebenkampf
| Platz | Name                   | Nation | Punkte | 100 m Hürden | Hoch- sprung | Kugel- stoßen | 200 m   | Weit- sprung | Speer- wurf | 800 m       |
| ----- | ---------------------- | ------ | ------ | ------------ | ------------ | ------------- | ------- | ------------ | ----------- | ----------- |
| 01    | Sabine Everts          | FRG    | 6353   | 13,73 s      | 1,84 m       | 12,68 m       | 23,45 s | 6,60 m       | 34,44 m     | 2:08,60 min |
| 02    | Sabine Braun           | FRG    | 6190   | 13,91 s      | 1,75 m       | 11,86 m       | 23,83 s | 6,52 m       | 40,90 m     | 2:12,03 min |
| 03    | Marianna Masljennikowa | URS    | 6272   | 13,93 s      | 1,84 m       | 13,12 m       | 24,54 s | 5,94 m       | 38,96 m     | 2:06,70 min |
| 04    | Tatjana Spak           | URS    | 6121   | 14,74 s      | 1,75 m       | 15,20 m       | 24,04 s | 6,37 m       | 35,18 m     | 2:11,82 min |
| 05    | Swetlana Filatjewa     | URS    | 6093   | 14,20 s      | 1,81 m       | 13,28 m       | 25,18 s | 6,20 m       | 44,70 m     | 2:16,90 min |
| 06    | Elena Martsenjuk       | URS    | 5959   | 14,52 s      | 1,66 m       | 13,32 m       | 24,43 s | 6,10 m       | 44,54 m     | 2:12,90 min |
| 07    | Helga Nusko            | FRG    | 5846   | 15,02 s      | 1,75 m       | 14,49 m       | 25,41 s | 5,95 m       | 46,98 m     | 2:21,94 min |
| 08    | Birgit Dressel         | FRG    | 5745   | 14,98 s      | 1,81 m       | 12,52 m       | 25,69 s | 5,84 m       | 41,38 m     | 2:14,85 min |
| 09    | Swetlana Besposbanaja  | URS    | 5705   | 14,08 s      | 1,72 m       | 12,28 m       | 24,49 s | 5,90 m       | 37,88 m     | 2:21,84 min |
| 10    | Renate Pfeil           | FRG    | 5579   | 15,08 s      | 1,75 m       | 13,79 m       | 25,31 s | 6,02 m       | 33,28 m     | 2:21,87 min |
| DNF   | Heike Filsinger        | FRG    |        | 13,88 s      | 1,66 m       | 11,41 m       | 24,95 s | NMW          | 31,60 m     | DNS         |
| DNF   | Larissa Nikitina       | URS    |        | 15,12 s      | 1,72 m       | NMW           | DNS     |              |             |             |